# The Summer Tic EP
The Summer Tic EP é um EP que era vendido durante a Warped Tour 2006 por Fueled by Ramen da banda Paramore. O nome do EP vem de uma linha com a canção "Stuck On You", que é um cover da banda Failure.

## Faixas
| N.º | Título                         | Duração |  |
| 1.  | "Emergency" (Crab Mix)         | 4:03    |  |
| 2.  | "Oh, Star" (Full Band Version) | 3:47    |  |
| 3.  | "Stuck on You" (Cover)         | 4:27    |  |
| 4.  | "This Circle" (Demo Version)   | 4:05    |  |

O "Crab Mix" refere-se ao produtor, que no pensamento de Zac Farro "se movia como um caranguejo" ao jogar ping pong. A canção caracteriza o Scream (grito) original feito pelo guitarrista Josh Farro, que foi removido da versão de estúdio para o álbum "All We Know Is Falling".